# تپه دارگویژ
تپه دارگویژ مربوط به مس و سنگ است و در شهرستان اسلام‌آباد غرب، بخش حمیل، دهستان منصوری، ۴۰۰ متری غرب روستای سربه کوه واقع شده و این اثر در تاریخ ۱۴ اسفند ۱۳۸۵ با شمارهٔ ثبت ۱۷۸۳۱ به‌عنوان یکی از آثار ملی ایران به ثبت رسیده است.